# Matériau du patrimoine
 (mars 2022).
La mise en forme du texte ne suit pas les recommandations de Wikipédia : il faut le « wikifier ».
Les points d'amélioration suivants sont les cas les plus fréquents :
- Les titres sont pré-formatés par le logiciel. Ils ne sont ni en capitales, ni en gras.
- Le texte ne doit pas être écrit en capitales (les noms de famille non plus), ni en gras, ni en italique, ni en « petit »…
- Le gras n'est utilisé que pour surligner le titre de l'article dans l'introduction, une seule fois.
- L'italique est rarement utilisé : mots en langue étrangère, titres d'œuvres, noms de bateaux, etc.
- Les citations ne sont pas en italique mais en corps de texte normal. Elles sont entourées par des guillemets français : « et ».
- Les listes à puces sont à éviter, des paragraphes rédigés étant largement préférés. Les tableaux sont à réserver à la présentation de données structurées (résultats, etc.).
- Les appels de note de bas de page (petits chiffres en exposant, introduits par l'outil «  Source ») sont à placer entre la fin de phrase et le point final[comme ça].
- Les liens internes (vers d'autres articles de Wikipédia) sont à choisir avec parcimonie. Créez des liens vers des articles approfondissant le sujet. Les termes génériques sans rapport avec le sujet sont à éviter, ainsi que les répétitions de liens vers un même terme.
- Les liens externes sont à placer uniquement dans une section « Liens externes », à la fin de l'article. Ces liens sont à choisir avec parcimonie suivant les règles définies. Si un lien sert de source à l'article, son insertion dans le texte est à faire par les notes de bas de page.
- La présentation des références doit suivre les conventions bibliographiques. Il est recommandé d'utiliser les modèles {{Ouvrage}}, {{Chapitre}}, {{Article}}, {{Lien web}} et/ou {{Bibliographie}}. Le mode d'édition visuel peut mettre en forme automatiquement les références.
- Insérer une infobox (cadre d'informations à droite) n'est pas obligatoire pour parachever la mise en page.

Pour une aide détaillée, merci de consulter Aide:Wikification.
Si vous pensez que ces points ont été résolus, vous pouvez retirer ce bandeau et améliorer la mise en forme d'un autre article.
Un matériau du patrimoine est un matériau, provenant d'un objet patrimonial, et dont une des valeurs est d'apporter des informations sur l'histoire matérielle de l'objet en question. Il s'agit donc d'un matériau ancien qui se distingue des autres matériaux de cette catégorie par le fait que l’objet auquel il se rattache a été patrimonialisé, c'est-à-dire reconnu par une instance ou institution patrimoniale.

## Types de matériaux du patrimoine
Les matériaux du patrimoine sont d'une extrême diversité, dans la mesure où tous les objets susceptibles d'avoir été créé par les êtres humains ou prélevés dans leur environnement sont susceptibles d'être retrouvés dans les collections des institutions patrimoniales (musées, centres d'archives, bibliothèques, monuments et sites patrimoniaux).
Pour les matériaux les plus anciens, il y a néanmoins un impact fort de l'altération différentielle des objets (biais taphonomique), qui fait que certaines catégories de matériaux sont retrouvés préférentiellement : ossements, matériaux lithiques, métaux, céramiques.
L'importante attention portée aux bâtiments et monuments historiques est également la source de nombreux travaux portant sur les matériaux de la construction : pierre, mortiers et ciments, bois, matériaux de couverture, vitrail (en particulier dans le contexte français).

## Étude des matériaux du patrimoine
L'étude des matériaux du patrimoine a connu un important développement au cours du vingtième siècle pointé par de nombreux auteurs,,.
Elle a particulièrement bénéficié des développements des méthodes de datation, d'imagerie et d'identification chimique des composés. La non invasivité (l'absence de prélèvement) ou la non destructivité des analyses sont des critères importants dans le choix des méthodes analytiques. 
Ces méthodes sont mises en œuvre dans des protocoles analytiques qui couplent en général des approches complémentaires, et dont la séquence est critique au regard de la fiabilité du résultat obtenu, leur mise en œuvre résulte également de constructions interdisciplinaires.
Les matériaux du patrimoine sont caractérisés par une forte hétérogénéité, tant due à leur origine, à leur modification au cours du temps (usage, ré-emploi, restauration), qu'aux processus d'altération qu'ils ont subis.
Certaines de ces méthodes sont communes à celles utilisées en archéométrie, quand d'autres sont parfois plus spécifiques à certains types de patrimoine et mises en œuvre avec des contraintes très spécifiques du fait du statut patrimonial des sites : relevé des bâtiments, imagerie des œuvres picturales en musée, prise en compte des interactions avec les publics (comme en témoigne de très grandes opérations d'étude ou de restauration menées dans le musée directement,), etc.